# Pseudopallene pachycheira
Pseudopallene pachycheira is een zeespin uit de familie Callipallenidae. De soort behoort tot het geslacht Pseudopallene. Pseudopallene pachycheira werd in 1885 voor het eerst wetenschappelijk beschreven door Haswell. 